# Candia Lomellina
Candia Lomellina település Olaszországban, Lombardia régióban, Pavia megyében. Lakosainak száma 1455 fő (2023. január 1.). Candia Lomellina Breme, Cozzo, Frassineto Po, Langosco, Valle Lomellina, Casale Monferrato és Motta de' Conti községekkel határos.
Az 1900-as években a Torino - Milánó - Genova ipari háromszög közepén fekvő Casale fontos ipari központtá fejlődött, különösen azbesztcement gyártásáról ismert . Egy helyi Eternit gyár hatalmas környezetvédelmi botrány középpontjába került, és az ezt követő nagy horderejű pereskedések gyakran kerültek nemzetközi hírlapokra. 

## Népesség
A település népességének változása:
| Lakosok száma | 1600 | 1572 | 1455 |
|               | 2017 | 2018 | 2023 |